# رادولف (اوهایو)
رادولف (به انگلیسی: Rudolph) یک منطقهٔ مسکونی در ایالات متحده آمریکا است که در شهرستان وود، اوهایو واقع شده‌است. رادولف ۲٫۱ کیلومتر مربع مساحت و ۴۵۸ نفر جمعیت دارد.